# Ulrich von Gaisberg-Helfenberg
Hans Ulrich Karl Hermann Gustav Rudolf Freiherr von Gaisberg-Helfenberg (* 26. Januar 1863 in Steinheim am Albuch; † 8. April 1906 in Stuttgart) war ein deutscher Gutsbesitzer und Politiker.

## Familie
Gaisberg entstammte einem alten schwäbischen Adelsgeschlecht und war ein Sohn des württembergischen Oberförsters Karl Ludwig Friedrich Hermann Freiherr von Gaisberg-Helfenberg (1822–1887) und seiner Frau Leopoldine, geb. Eichrodt (1833–1893). 1890 heiratete er auf Burg Guttenberg Marie Luise Henriette Freiin von Gemmingen-Guttenberg, eine Tochter des 1868 verstorbenen Gutsbesitzers Gustav Ludwig Ernst Freiherr von Gemmingen-Guttenberg und seiner Frau Karoline, geb. Freiin Cotta von Cottendorf (* 1867). Das Ehepaar hatte einen Sohn, den späteren Senior des Familienverbandes, Ingenieur Ulrich Karl Hermann Gustav Eberhard Freiherr von Gaisberg (* 1891), verheiratet mit Josefina Quiroz de Gonzáles (* 1897), Tochter Sybille (* 1929), Sohn Ulrich (* 1936).
Der Oberjägermeister Hermann von Gaisberg-Helfenberg ist der sein Bruder.

## Leben
Nach dem Besuch der Lateinschule in Beilstein bezog Ulrich von Gaisberg 1873 die Kadettenanstalt Oranienstein, musste die Vorbereitung auf die Offizierslaufbahn aber schon nach zwei Jahren aus gesundheitlichen Gründen abbrechen. Er wechselte auf das Gymnasium in Heilbronn und bestand dort 1882 das Abitur. Anschließend nahm er das Studium der Forstwissenschaften an der Universität München auf und wurde dort Mitglied des Corps Franconia. Neben dem Studium leistete er seinen Dienst als Einjährig-Freiwilliger im Königlich Bayerischen Infanterie-Leib-Regiment, wurde aber auch hier wegen seines Leidens nach wenigen Monaten entlassen. Bei einer Mensur wurde er von der Polizei abgefasst und zu einer Festungsstrafe verurteilt, die er auf dem Hohenasperg verbrachte. Sein Vater unterband daraufhin die Rückkehr nach München. Gaisberg schrieb sich an der Universität Tübingen ein und wurde dort Mitglied des Corps Suevia. In Tübingen legte er Ostern 1884 die mathematisch-naturwissenschaftliche Vorprüfung ab. Auf Wunsch des Vaters wandte er sich dann aber ganz der Landwirtschaft zu, lernte praktisch auf einem Gut bei Neckarzimmern und studierte an der Universität Halle und der Landwirtschaftlichen Hochschule in Hohenheim. Studienreisen führten ihn nach Norddeutschland und an den Rhein. 1887 übernahm er die Pacht des Familienguts Helfenberg. 1895 wurde er von der Ritterschaft des Neckarkreises in die württembergische Kammer der Abgeordneten gewählt; dieses Mandat übte er bis zu seinem Tod aus. Gaisberg vertrat für die Ritterschaft den Schwarzwaldkreis. Er war zudem stellvertretender Vorstand des Württembergischen Weinbauvereins und wurde 1903 außerordentliches Mitglied des Verwaltungsausschusses der Zentralstelle für Landwirtschaft. 
1896 gab er das Güteradreßbuch für Württemberg und Hohenzollern heraus.
1902 trat Gaisberg als Hofkammerrat in die Hofdomänenkammer ein und übernahm die Verwaltung des hofkammerlichen Domänenbesitzes. Er war königlich württembergischer Kammerherr und seit 1893 Ehrenritter des Johanniterordens und Mitglied der Genossenschaft im Königreich Württemberg der Kongregation.
Ulrich von Gaisberg starb 1906 in Stuttgart. Seine letzte Ruhestätte fand er in Beilstein.

## Auszeichnungen
- Ritterkreuz des Königlich Württembergischen Kronenordens.